# Iwan Nifontow
Iwan Nifontow (ur. 5 czerwca 1987) – rosyjski judoka, brązowy medalista olimpijski, mistrz świata, mistrz Europy. 
Największym sukcesem zawodnika jest brąz igrzysk olimpijskich w Londynie (2012). Złoty (2009) i brązowy (2014) medalista mistrzostw świata oraz mistrz Europy z 2009 w kategorii do 81 kg.